# Nikon 1

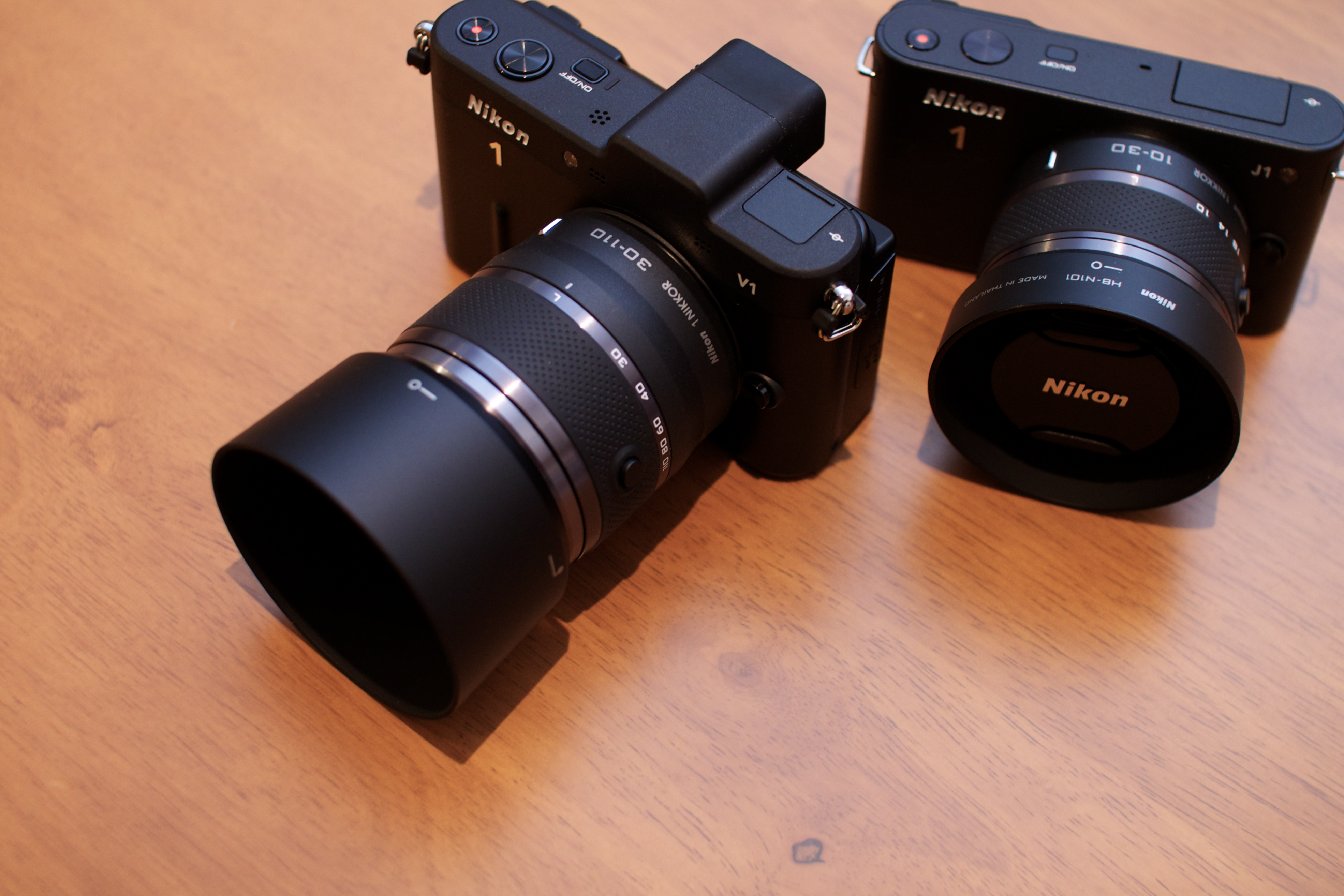
Nikon 1 V1 et J1.

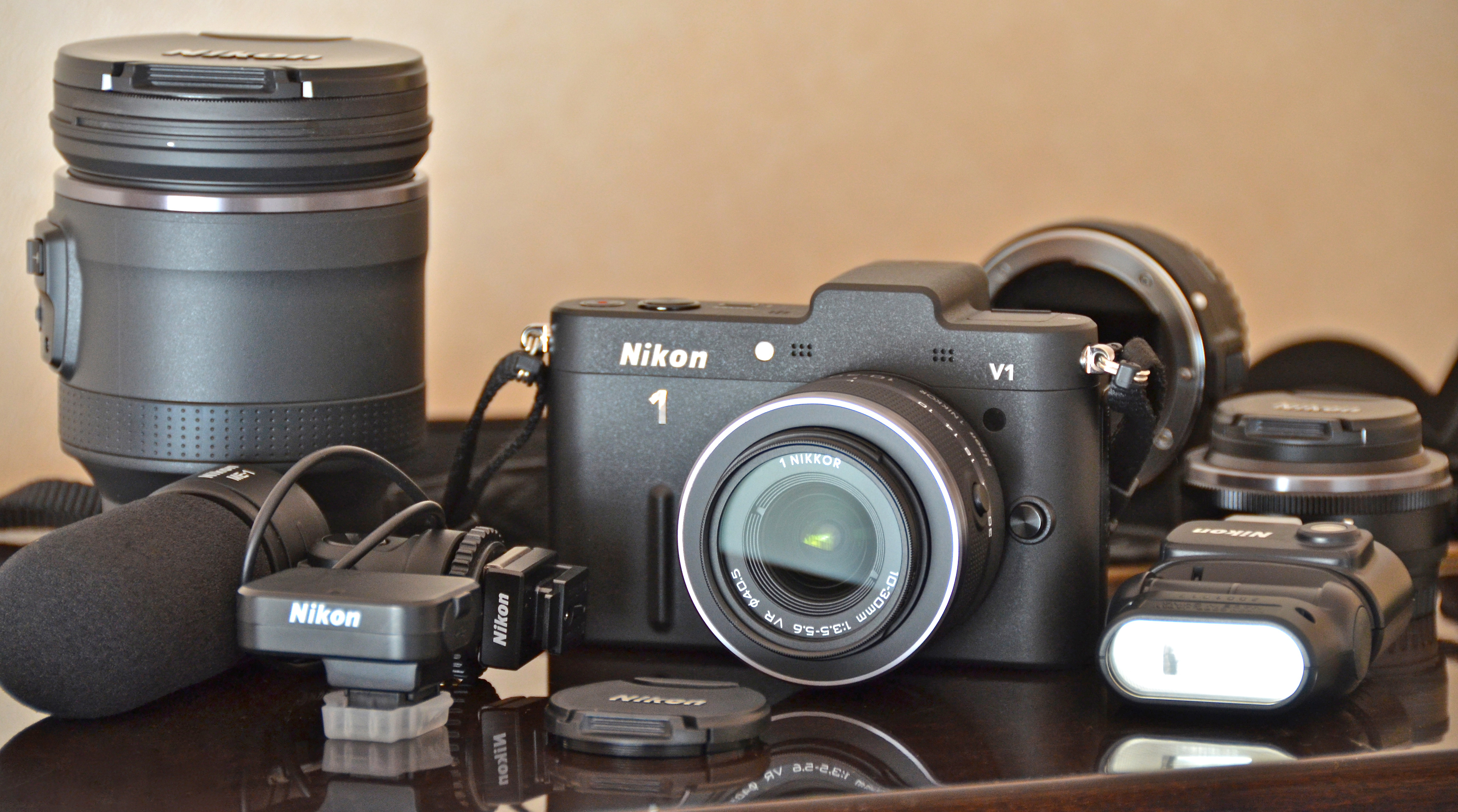
Nikon 1V1 et accessoires.

Les Nikon 1 sont une série d'appareils photos hybrides commercialisé de 2011 à 2018 par le constructeur japonais Nikon. Au moment de l'annonce de la série 1, Nikon avait fait valoir que ces appareils posséderaient l'autofocus le plus rapide du monde, avec 10 images par seconde - même durant les vidéos - avec autofocus hybride, ainsi que le plus rapide du monde en prise de vue continue (60 images par seconde) parmi tous les appareils à objectif interchangeable. Les vidéos prises en mode ralenti peuvent être capturés jusqu'à 1 200 images par seconde avec une résolution réduite.

## Histoire
La gamme Nikon 1 est lancée en 2011 avec deux modèles, le J1 et le V1. Le nom est issu du Nikon I, premier appareil photo commercialisé par Nikon en 1948. En février 2013, la série S apparaît avec le S1 qui s'ajoute à la gamme. Il s'agit d'un modèle peu coûteux destiné aux débutants. En septembre de la même année, l'AW1, un appareil haut de gamme étanche et résistant aux chocs (dans une certaine mesure) inaugure également une nouvelle série.
Après une période de rumeurs concernant l'abandon de cette série, Nikon classe officiellement ses produits Nikon 1 comme n'étant plus fabriqués. Nikon réorientant sa vision de l’hybride vers le plein format (gamme Nikon Z).

## Caractéristiques
Tous les boîtiers reçoivent un capteur CMOS de 10 à 20 mégapixels au format CX et une monture spécifique Nikon 1. Tous les Nikon 1 doivent être "rapides" dans les prises de vue.

## Boîtiers
| Nom | Commercialisation |
| --- | ----------------- |
| V1  | Octobre 2011      |
| J1  | Novembre 2011     |
| J2  | Août 2012         |
| V2  | Novembre 2012     |
| S1  | Février 2013      |
| J3  | Février 2013      |
| AW1 | Septembre 2013    |
| V3  | Avril 2014        |
| J4  | Avril 2014        |
| S2  | Mai 2014          |
| J5  | Avril 2015        |

## Objectifs

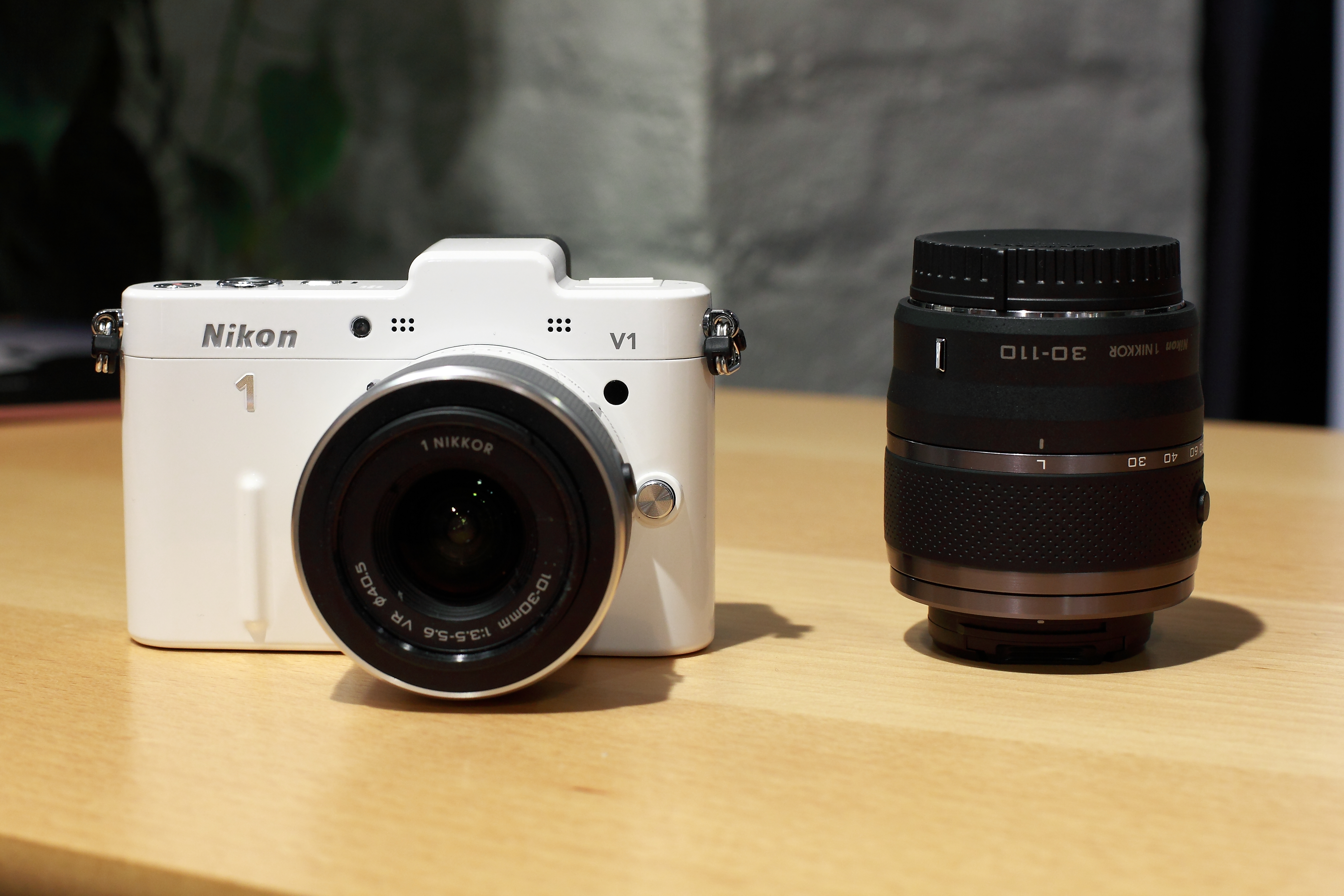
Nikon 1 V1 équipé d'un 10-30 mm et un 30-110 mm.

VR : système de réduction de vibration.

### Étanche
- Nikkor AW 10 mm f/2.8
- Nikkor AW 11-27.5mm f/3.5-5.6

### Focale fixe
- Nikkor 10 mm f/2.8
- Nikkor 18,5 mm f/1.8
- Nikkor 32 mm f/1.2

### Zoom
- Nikkor VR 6,7-13 mm f/3.5-5.6
- Nikkor VR 10-30 mm f/3.5-5.6
- Nikkor VR 10-30 mm f/3.5-5.6 PD-ZOOM
- Nikkor 11-27,5 mm f/3.5-5.6
- Nikkor VR 10-100 mm f/4.5-5.6 (motorisé)
- Nikkor VR 10-100 mm f/4.0-5.6
- Nikkor VR 30-110 mm f/3.8-5.6
- Nikkor VR 70-300 mm f/4.5-5.6